# Campionato brasiliano di rugby a 15 2015
Il Campionato Brasiliano di Rugby 2015 (Campeonato Brasileiro de Rugby de 2015) o Super 8 è una competizione promossa dalla CBRu (Confederação Brasileira de Rugby) e vede il ritorno della formula ad 8 squadre.
Il torneo ha visto il ritorno alla vittoria dopo due anni di assenza del São José Rugby Clube al suo nono titolo battendo in finale i campioni uscenti del Curitiba Rugby Clube.

## Squadre partecipanti
|  | Squadra       | Città               | Stato             |
|  | Band Saracens | San Paolo           | San Paolo         |
|  | Curitiba      | Curitiba            | Paraná            |
|  | Desterro      | Florianópolis       | Santa Catarina    |
|  | Farrapos      | Bento Gonçalves     | Rio Grande do Sul |
|  | Jacareí Rugby | Jacareí             | São Paulo         |
|  | Pasteur       | San Paolo           | San Paolo         |
|  | São José      | São José dos Campos | San Paolo         |
|  | SPAC          | San Paolo           | San Paolo         |

## Formula del torneo
Per assegnare il titolo alla fine della stagione regolare le prime quattro in classifica al termine della stagione regolare si affrontano nei playoff.
Per la retrocessione alla seconda divisione Taça Tupi la squadra ultima classificata retrocede direttamente, mentre la squadra classificata in settima posizione affronta in uno spareggio la seconda classificata della Taça Tupi per la permanenza nella divisione superiore.

## Prima fase

### Risultati
|          | 1ª giornata              |         |
| -------- | ------------------------ | ------- |
| 4-7-2015 | Curitiba - Jacareí       | 83 - 3  |
| 4-7-2015 | São José - Band Saracens | 17 - 11 |
| 4-7-2015 | SPAC - Pasteur           | 7 - 3   |
| 4-7-2015 | Desterro - Farrapos      | 29 - 17 |

|           | 4ª giornata          |         |
| --------- | -------------------- | ------- |
| 25-7-2015 | Farrapos - Curitiba  | 6 - 19  |
| 25-7-2015 | Jacareí - São José   | 9 - 27  |
| 25-7-2015 | Pasteur - Desterro   | 25 - 13 |
| 25-7-2015 | Band Saracens - SPAC | 16 - 6  |

|           | 7ª giornata             |         |
| --------- | ----------------------- | ------- |
| 15-8-2015 | Curitiba - São José     | 26 - 20 |
| 15-8-2015 | Desterro - SPAC         | 23 - 13 |
| 15-8-2015 | Farrapos - Pasteur      | 25 - 5  |
| 15-8-2015 | Band Saracens - Jacareí | 28 - 6  |

|           | 10ª giornata             |         |
| --------- | ------------------------ | ------- |
| 12-9-2015 | Pasteur - Curitiba       | 21 - 18 |
| 12-9-2015 | Farrapos - São José      | 14 - 35 |
| 12-9-2015 | Jacareí - SPAC           | 3 - 33  |
| 12-9-2015 | Band Saracens - Desterro | 22 - 8  |

|            | 13ª giornata             |         |
| ---------- | ------------------------ | ------- |
| 10/10/2015 | Curitiba - SPAC          | 13 - 9  |
| 10/10/2015 | São José - Desterro      | 16 - 14 |
| 10/10/2015 | Farrapos - Band Saracens | 10 - 27 |
| 10/10/2015 | Pasteur - Jacareí        | 38 - 28 |

|           | 2ª giornata              |         |
| --------- | ------------------------ | ------- |
| 11-7-2015 | Curitiba - Pasteur       | 10 - 12 |
| 11-7-2015 | São José - Farrapos      | 15 - 20 |
| 11-7-2015 | SPAC - Jacareí           | 41 - 15 |
| 11-7-2015 | Desterro - Band Saracens | 21 - 19 |

|          | 5ª giornata             |         |
| -------- | ----------------------- | ------- |
| 1-8-2015 | Curitiba - Desterro     | 21 - 3  |
| 1-8-2015 | São José - SPAC         | 29 - 15 |
| 1-8-2015 | Farrapos - Jacareí      | 21 - 13 |
| 1-8-2015 | Pasteur - Band Saracens | 12 - 13 |

|           | 8ª giornata              |         |
| --------- | ------------------------ | ------- |
| 22-8-2015 | Jacareí - Curitiba       | 23 - 36 |
| 22-8-2015 | Band Saracens - São José | 21 - 15 |
| 22-8-2015 | SPAC - Pasteur           | 41 - 5  |
| 22-8-2015 | Farrapos - Desterro      | 20 - 19 |

|           | 11ª giornata         |         |
| --------- | -------------------- | ------- |
| 19-9-2015 | Curitiba - Farrapos  | 37 - 13 |
| 19-9-2015 | São José - Jacareí   | 22 - 15 |
| 19-9-2015 | SPAC - Band Saracens | 18 - 19 |
| 19-9-2015 | Desterro - Pasteur   | 25 - 5  |

|            | 14ª giornata            |         |
| ---------- | ----------------------- | ------- |
| 17/10/2015 | São José - Curitiba     | 31 - 22 |
| 17/10/2015 | SPAC - Desterro         | 39 - 24 |
| 17/10/2015 | Pasteur - Farrapos      | 38 - 7  |
| 17/10/2015 | Jacareí - Band Saracens | 7 - 3   |

|           | 3ª giornata              |         |
| --------- | ------------------------ | ------- |
| 18-7-2015 | Band Saracens - Curitiba | 12 - 18 |
| 18-7-2015 | Pasteur - São José       | 19 - 32 |
| 18-7-2015 | Farrapos - SPAC          | 14 - 20 |
| 18-7-2015 | Jacareí - Desterro       | 29 - 36 |

|          | 6ª giornata              |         |
| -------- | ------------------------ | ------- |
| 8-8-2015 | SPAC - Curitiba          | 22 - 15 |
| 8-8-2015 | Desterro - São José      | 7 - 22  |
| 8-8-2015 | Band Saracens - Farrapos | 31 - 38 |
| 8-8-2015 | Jacareí - Pasteur        | 19 - 15 |

|           | 9ª giornata              |         |
| --------- | ------------------------ | ------- |
| 29-8-2015 | Curitiba - Band Saracens | 8 - 22  |
| 29-8-2015 | São José - Pasteur       | 12 - 19 |
| 29-8-2015 | SPAC - Farrapos          | 42 - 17 |
| 29-8-2015 | Desterro - Jacareí       | 49 - 11 |

|           | 12ª giornata            |         |
| --------- | ----------------------- | ------- |
| 26-9-2015 | Desterro - Curitiba     | 13 - 15 |
| 26-9-2015 | SPAC - São José         | 15 - 17 |
| 26-9-2015 | Jacareí - Farrapos      | 26 - 10 |
| 26-9-2015 | Band Saracens - Pasteur | 17-15   |

### Classifica
|  |    | Squadra       | G  | V  | N | P  | PF  | PS  | P±   | BM | BS | Pt |
|  | -- | ------------- | -- | -- | - | -- | --- | --- | ---- | -- | -- | -- |
|  | 1. | São José      | 14 | 10 | 0 | 4  | 310 | 227 | 83   | 4  | 4  | 48 |
|  | 2. | Band Saracens | 14 | 10 | 0 | 4  | 311 | 199 | 112  | 3  | 4  | 47 |
|  | 3. | Curitiba      | 14 | 9  | 0 | 5  | 341 | 214 | 127  | 3  | 3  | 42 |
|  | 4. | SPAC          | 14 | 8  | 0 | 6  | 322 | 213 | 109  | 5  | 3  | 40 |
|  | 5. | Pasteur       | 14 | 6  | 0 | 8  | 232 | 267 | −35  | 3  | 4  | 31 |
|  | 6. | Desterro      | 14 | 6  | 0 | 8  | 284 | 274 | 10   | 3  | 3  | 30 |
|  | 7. | Farrapos      | 14 | 5  | 0 | 9  | 236 | 356 | −120 | 1  | 1  | 22 |
|  | 8. | Jacareí       | 14 | 2  | 0 | 12 | 207 | 493 | −286 | 2  | 2  | 12 |

## Spareggio per l'ammissione al campionato 2016
| Porto Alegre 31 ottobre 2015 | San Diego | 0 – 43 referto | Farrapos | Hípica de Porto Alegre |

## Fase a play-off

### Semifinali
| San Paolo 25 ottobre 2015 | São José | 19 – 16 referto | SPAC | Estádio Ícaro de Castro Melo |

| San Paolo 25 ottobre 2015 | Band Saracens | 8 – 12 referto | Curitiba | Estádio Ícaro de Castro Melo |

### Finale
| San Paolo 31 ottobre 2015 | São José | 18 – 6 referto | Curitiba | Estádio Ícaro de Castro Melo |